# Darkhan-Uul (tỉnh)
Darkhan-Uul (tiếng Mông Cổ: Дархан-Уул, nghĩa là Núi Thợ Rèn) là một trong 21 aimag (tỉnh) của Mông Cổ. Tỉnh này nằm tại phía bắc của đất nước. Darkhan-Uul bị tỉnh Selenge bao quanh tất cả các phía.

## Lịch sử
Thành phố Darkhan được thành lập vào ngày 17 tháng 10 năm 1961, và được thiết kế để trở thành một trung tâm công nghiệp thứ hai của đất nước nhằm giảm số người nhập cư đến thủ đô Ulan Bator. Do vậy, sum hiên nay có cùng tên đã bị hủy bỏ, và lãnh thổ của nó do thành phố quản lý.
Tỉnh Darkhan-Uul bao gồm bốn sum được tách ra từ Selenge vào năm 1994.

## Kinh tế
Darkhan hiện là trung tâm công nghiệp lớn thứ hai của Mông Cổ. Bộ máy hành chính của tỉnh về cơ bản phục vụ cho việc phát triển và quản lý thành phố.

## Giao thông
Darkhan là điểm đường nhánh Erdenet tách khỏi nhánh chính của Đường sắt Xuyên Mông Cổ.

## Nông nghiệp
Tỉnh Darkhan Uul nằm trên khu khu vực được coi là trái tim nông nghiệp của đất nước Mông Cổ và nơi đây do vậy cũng là khu vực sản xuất lương thực chính yếu cho cả nước với những thuận lợi. Khu vực này nằm trên độ cao thấp và như vậy có khí hậu ấm hơn phần còn lại của đất nước. Trên bồn địa sông Kharaa có điều kiện tự nhiên thuận lợi để trồng các loại ngũ cốc, rau và đặc biệt là khoai tây. Hiện có 35 công ty hay hợp tác xã nông nghiệp trong tỉnh Darkhan Uul. Tỉnh có diện tích lên tới 30.000 ha đất có thể trồng trọt. Mặc dù phát triển về các lĩnh vực kinh tế đô thị, người dân địa phương vẫn tiếp tục chăn nuôi. Có xấp xỉ 130.000 con gia súc tại Darkhan Uul.

## Hành chính

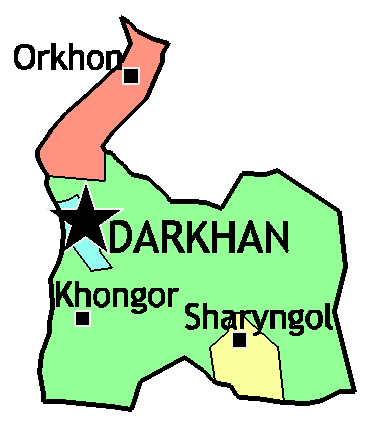
Các sum của Darkhan-Uul

| Sum        | Tiếng Mông Cổ | Dân số (2002) | Dân số (2004) | Dân số (2006) | Dân số (2008) | Dân số (2009) | Diện tích (km²) | Mật độ (/km²) |
| ---------- | ------------- | ------------- | ------------- | ------------- | ------------- | ------------- | --------------- | ------------- |
| Darkhan*   | Дархан        | 70.029        | 74.275        | 73.457        | 75.104        | 74.454        | 103             | 722,85        |
| Khongor    | Хонгор        | 5.628         | 5.390         | 5.404         | 5.115         | 5.603         | 2.533           | 2,21          |
| Orkhon     | Орхон         | 3.435         | 2.913         | 2.932         | 3.076         | 3.185         | 478             | 6,66          |
| Sharyngol* | Шарынгол      | 8.376         | 7.848         | 7.634         | 7.798         | 8.116         | 160,6           | 50,54         |

* - Khu vực đô thị